# Mogera
A Mogera - kelet-ázsiai vakondok - az emlősök (Mammalia) osztályának Eulipotyphla rendjébe, ezen belül a vakondfélék (Talpidae) családjába tartozó nem.

## Rendszerezés
A nembe az alábbi 9 élő faj tartozik:
- Mogera etigo Yoshiyuki & Imaizumi, 1991
- kis japán vakond (Mogera imaizumii) Kuroda, 1936
- Mogera insularis Swinhoe, 1863
- Mogera kanoana Kawada et al., 2004
- Mogera kobeae Thomas, 1905 - egyes rendszerező azonosnak tartja a M. robustával
- Mogera robusta Nehring, 1891
- Sado vakond (Mogera tokudae) Kuroda, 1940
- rjúkjú-szigeteki vakond (Mogera uchidai) Abe, Shiraishi & Arai, 1991
- japán vakond (Mogera wogura) (Temminck, 1842)

## Fordítás
- Ez a szócikk részben vagy egészben  a   Mogera című angol Wikipédia-szócikk ezen változatának fordításán alapul.  Az eredeti cikk szerkesztőit annak laptörténete sorolja fel. Ez a jelzés csupán a megfogalmazás eredetét és a szerzői jogokat jelzi, nem szolgál a cikkben szereplő információk forrásmegjelöléseként.